# Солодке (Пологівський район)
Соло́дке — село в Україні, у Гуляйпільській міській громаді Пологівського району Запорізької області. Населення становить 139 осіб. До 2017 орган місцевого самоврядування - Успенівська сільська рада.

## Географія
Село Солодке знаходиться за 2,5 км від лівого берега річки Янчур, на відстані 3 км від села Успенівка. По селу протікає пересихаючий струмок з загатою.

## Історія
12 червня 2020 року, відповідно до розпорядження Кабінету Міністрів України № 713-р «Про визначення адміністративних центрів та затвердження територій територіальних громад Запорізької області», увійшло до складу Гуляйпільської міської громади.
19 липня 2020 року, у результаті адміністративно-територіальної реформи та ліквідації Гуляйпільського району, село увійшло до складу Пологівського району.

## Населення
Згідно з переписом УРСР 1989 року чисельність наявного населення села становила 155 осіб, з яких 71 чоловік та 84 жінки.
За переписом населення України 2001 року в селі мешкало 139 осіб.

### Мова
Розподіл населення за рідною мовою за даними перепису 2001 року:
| Мова       | Відсоток |
| ---------- | -------- |
| українська | 92,09 %  |
| вірменська | 6,47 %   |
| російська  | 1,44 %   |